# 約翰·波特爾
約翰·波特爾（John E. Bortle）是美國的業餘天文學家，他最出名的是創建波特爾暗空分類法量化了夜空的黑暗度。
波特爾特別專注於彗星的研究，他觀測過的彗星超過300顆，紀錄則數以千計。從1977年至1994年，他為《天空與望遠鏡雜誌》撰寫每個月的'"彗星摘要'"。他對變星也特別感興趣，紀錄超過200,000萬次的觀測。從1970年至2000年，他編輯AAVSO每個月的AAVSO通告（AAVSO circular）。 
他的暗空分類法於2001年發表在《天空與望遠鏡雜誌》。這個分類法將天空的黑暗度從1（極度黑暗的鄉村地區或國家公園，通常是高海拔、低濕度和低風速）到9（城市的中心）。

## 褒獎
- 小行星(4673) 波特爾以他命名，以示尊榮[1]。
- 在2013年，他獲得天文聯盟的萊斯利·塞貝克獎[1]。